# Meike Kordes
Meike Kordes (* 1973 in Arnsberg) ist eine deutsche Filmproduzentin. Gemeinsam mit ihrer Schwester Alexandra Kordes betreibt sie die Kordes & Kordes Film GmbH.

## Leben
Meike Kordes wuchs in Sundern auf, in einer Familie, die dort seit Generationen lebt. Mit 13 Jahren drehte ihre Schwester Alexandra mit zwei Freundinnen ihren ersten Film mit einer organisierten Kamera. Bis zum Studium drehten sie vier weitere Filme. Meike spielte in diesen mit und übernahm später die Organisation. Sie machte ihr Abitur am Städtischen Gymnasium Sundern. Sie zog nach dem Abitur nach Berlin. Sie absolvierte nach dem Abitur eine kaufmännische Ausbildung in einer Filmproduktionsfirma. Schon während der Ausbildung produzierte sie bereits Filme an der Hochschule für Film und Fernsehen Babelsberg, bei denen ihre ältere Schwester Alexandra als Kamerafrau arbeitete. Danach studierte sie ab dem Jahr 1996 an der Hochschule für Film und Fernsehen Babelsberg in der Fachrichtung Produktion.  Studienbegleitend folgten erste Arbeiten als Produzentin und Produktionsleiterin. Gemeinsam mit ihrer Schwester Alexandra gründete sie 2003 die Kordes & Kordes Film.
Kordes ist Mitglied der Deutschen sowie der Europäischen Filmakademie. Seit dem Jahr 2013 ist sie Vorstandsmitglied in der Allianz Deutscher Produzenten – Film & Fernsehen.
Sie hat eine Tochter.

## Filmografie (Auswahl)
Produzentin
- 1998: Late at Night (Kurzfilm)
- 2003: Sei nicht Blök (Animations-Socialspot)
- 2004: Vladimir Malakhov: Suche nach Schwerelosigkeit. Ein Portrait. (Dokumentarfilm)
- 2005: Siehst du mich? (Fernsehfilm)
- 2006: Auf jüdischem Parkett (Dokumentarfilm)
- 2006: Sieh zu, dass du Land gewinnst
- 2006: Vier Minuten
- 2008: Morgen räum' ich auf (Fernsehfilm)
- 2010: Poll
- 2010: Der kleine Nazi (Kurzfilm)
- 2011: Festung
- 2011: Mein Bruder, sein Erbe und ich
- 2012: Ein Jahr nach morgen (Fernsehfilm)
- 2012: Rosakinder (Dokumentarfilm)
- 2013: Ich fühl mich Disco
- 2014: Polina Semionova: Primaballerina zwischen New York und Berlin (Dokumentarfilm)
- 2014: Agnieszka
- 2015: Tag der Wahrheit (Fernsehfilm)
- 2016: Jonathan
- 2016: Familie Lotzmann auf den Barrikaden (Fernsehfilm)
- 2018: Petting statt Pershing
- 2020: Das Gesetz sind wir (Fernsehfilm)
- 2021: Die Schule der magischen Tiere
- 2022: Die Schule der magischen Tiere 2
- 2024: Die Schule der magischen Tiere 3

Executive Producer
- 1995: Ötzi also gets the Blues (Dokumentarfilm)
- 1995–96: Songerie Froide (Kurzfilm)
- 1996: Die Haifischbar (Kurzfilm)
- 1999: Allee der Kosmonauten (Fernsehfilm)
- 1997–98: Mein Vater Frau Hiller (Dokumentarfilm)
- 1998–99: Der Einstein des Sex
- 1999: Die Königin – Marianne Hoppe (Dokumentarfilm)
- 2000: Drei Sekunden Bach (Kurzfilm)
- 2000: Der Wettkampf
- 2000: Welcome to the holy City (Kurzfilm)
- 2000: Berlin is in Germany
- 2001: Scherbentanz
- 2002: Schussangst